# Zivilprozessrecht (Vereinigte Staaten)
Als Zivilprozessrecht (engl. Civil Procedure) bezeichnet man im Recht der Vereinigten Staaten ein Rechtsgebiet, das den Ablauf gerichtlicher Verfahren und die Durchsetzung von Urteilen im Bereich des Zivilrechts regelt. Das US-Zivilprozessrecht unterscheidet sich unter allen Rechtsgebieten mit am stärksten von seinen kontinentaleuropäischen Pendants, insbesondere durch die außerordentlich stark ausgeprägte pre-trial discovery und die Möglichkeit eines Jury-Verfahrens.

## Rechtsquellen
Das Zivilprozessrecht existiert zunächst unabhängig in jedem einzelnen Bundesstaat für Verfahren vor Gerichten des jeweiligen Bundesstaates. Zusätzlich existiert ein eigenes Zivilprozessrecht auf bundesstaatlicher Ebene. Wichtigste Rechtsquelle sind die Federal Rules of Civil Procedure (FRCP). Diese werden vom Supreme Court promulgiert.

## Jurisdiction
Vor welchem Gericht ein Verfahren verhandelt wird, entscheidet sich nach den drei Kriterien personal jurisdiction, subject matter jurisdiction und venue. Diese haben im engeren Sinne kein Pendant zu den üblicherweise in Kontinentaleuropa verwandten Faktoren zur Bestimmung der Zuständigkeit. Subject matter jurisdiction meint die Fähigkeit des Gerichts, Gewalt über einen bestimmten Beklagten (defendant) oder eine bestimmte Sache auszuüben. Möglich ist dies auch dann, wenn der Beklagte sich nur kurzzeitig im Gebiet eines Bundesstaates aufhält, ihm aber während dieser kurzen Zeit die Klageschrift übergeben wird (sog. tag jurisdiction, vgl. Burnham v. Superior Court of California). Die subject matter jurisdiction ist besonders für die Abgrenzung zwischen Bundesgerichten und staatlichen Gerichten entscheidend: Sie besteht immer bei diversity of citizenship und einem Streitwert von über $75,000. Als venue bezeichnet man schließlich das konkrete örtlich zuständige Gericht.

## Verfahrensstufen
Das Verfahren wird durch Erhebung der Klage (complaint) eröffnet; Bundesebene und Bundesstaaten unterscheiden sich dabei in der Frage, ob Absendung oder Zustellung der Klage relevant sind. Bereits in diesem Stadium kann die Klage scheitern. Der häufigste Grund hierfür ist die sog. motion to dismiss for failure to state a claim upon which relief can be granted nach FRCP 12(b)(6). Dies meint, dass der dargelegte Sachverhalt nicht zum gewünschten rechtlichen Ergebnis führen kann. Überlebt die Klage dieses Stadium, beginnt die Phase der Beweiserhebung, die sog. discovery; die Klage selbst enthält noch keine Beweisanträge. Die Parteien können hier von jedem, insbesondere auch von der Gegenpartei, weitreichende Auskünfte und Beweisstücke verlangen und umfassend selbst bzw. durch ihre Anwälte in sog. depositions Zeugen vernehmen. Erst nach dieser Phase kommt es zum eigentlichen Hauptverfahren, dem trial, in dem jede Seite dem weitgehend passiven Richter bzw. zusätzlich der Jury ihre Version des Falles darlegen kann. Für die Beweiserhebung während des Verfahrens gilt das sog. law of evidence.